# Hans Michaelson
Johannes „Hans“ Michaelson (geb. 17. November 1872 in Hettstedt bei Halle an der Saale; gest. 14. Juli 1959 in Guayaquil) war ein deutscher Maler.

## Leben
Hans Michaelson wurde vermutlich am 17. November 1872 als Sohn der jüdischen Kaufleute Franz (geb. 1840) und Isa (geb. ca. 1850, geb. Behrens) Michaelson in Hettstedt geboren. Er hatte zwei jüngere Geschwister, Elsbeth (geb. 1876) und Paul (geb. 1879).
Nach seinem Studium bei Ludwig Schmid-Reutte in München führte er seine künstlerische Ausbildung bis 1910 an der Kunstakademie Berlin als Schüler von Friedrich Kallmorgen fort. Im gleichen Jahr erhielt er dort die silberne Medaille.
Am 23. April 1910 heiratete er die Malerin Else Henriette Angerstein (* 10. April 1881 in Berlin; † 17. Juni 1976 in Guayaquil).
1914 stellte er im Kunstsalon von Paul Cassirer aus. 1916 bis 1917 beteiligte sich Michaelson an drei Ausstellungen der Berliner Secession. Er war auch Gast der Novembergruppe. 1917 kaufte die Nationalgalerie das Werk Dorfstrasse (1917) für 500 RM an. 1927 gründete er die Künstlergruppe Die Sieben mit. Sein damaliger Stil wird, laut dem Kunstkritiker Juan Castro y Velásquez,  dem Fauvismus und Impressionismus zugerechnet. Nach einer Aussage von Heinz Fuchs im Jahr 1955, war Michaelson mit Lovis Corinth und Max Liebermann bekannt und in der Berliner Kunstszene präsent.
Hans Michaelson malte überwiegend Ölgemälde mit Motiven von Landschaften und Städten. Kopiergesuche belegen, dass er in den Jahren 1920er und beginnenden 30er Jahren besonders an deutscher Malerei des 19. Jahrhunderts Interesse zeigte.
Neben seiner künstlerischen Tätigkeit war Hans Michaelson von 1930 bis 1934 im Lette-Verein Berlin als Kunstlehrer angestellt. Zusätzlich arbeitete er als Illustrator für Zeitungen und Zeitschriften, der Zeitraum dieser Tätigkeit ist unbekannt. 1934 musste er, nach eigenen Angaben, aufgrund seines jüdischen Glaubens seine Tätigkeit einstellen und war erwerbungslos.
Am 10. Juni 1936 wurde Michaelsons Antrag zur Aufnahme in die Reichskammer der bildenden Künste abgelehnt. Im August 1938 wurde Else Michaelson aufgrund ihrer Ehe mit einem "Volljuden" aus der Reichskammer der bildenden Künste ausgeschlossen.
Im April 1939 forderte das Reichsministerium für Wissenschaft, Erziehung und Volksbildung die Staatlichen Museen zu Berlin dazu auf, Auskunft über "im staatlichen Besitz befindliche Gemälde jüdischer Maler" zu geben. Ziel war es die Kunstwerke im Ausland zu "verwerten". Der Direktor der Nationalgalerie, Paul Ortwin Rave, übersendete in diesem Zuge eine Werkliste. Darunter befand sich auch das Werk "Dorfstrasse" von Hans Michaelson. Ein Verkauf des Gemäldes erfolgte nicht.
Im Zuge der reichsweiten Beschlagnahmeaktion „Entartete Kunst“ der Nationalsozialisten 1937/38 wurde auch Michaelsons Gemälde Choristinnen aus dem Berliner Stadtbesitz beschlagnahmt. Das Werk im NS-Inventar als "zerstört" verzeichnet
Am 15. Oktober 1939 emigrierte Michaelson aufgrund seiner jüdischen Herkunft zum Schutz vor rassistischer Verfolgung durch die Nationalsozialisten nach Ecuador. Die Emigration soll durch die Hilfe des Sohns des ecuadorianischen Botschafters in Berlin, Miguel Angel de Ycaza Gomez – einem Schüler Hans Michaelsons – gelungen sein. Die Flucht erfolgt zunächst von Berlin nach Genua per Eisenbahn. Hans traf mit dem Schiff in Ecuador 1940 gemeinsam mit seiner Frau Else ein.
Im September 1939 ließen Hans und Else Michaelson ihr Umzugsgut durch den Berliner Spediteur Fritz Stern verpacken. 1941 erhielt die Firma von der Gestapo den Befehl zur Versteigerung des Lifts. Die Anordnung beruhte auf der geplanten Ausbürgerung der Michaelsons. 1942 erfolgten insgesamt drei Auktionen: 31.03.1942, 23.04.1942 und 9./10.6.1942. Unter den versteigerten Objekten befanden sich auch Ölgemälde, Kupferstiche, Radierungen, Aquarelle und Holzschnitte. Es gibt keine Hinweise zu den Urhebern der Werke. Die Versteigerungen stehen im Zusammenhang des "Vermögenverfalls ausgewanderter Juden". Sämtliche Konten von Hans und Else Michaelson wurden ebenfalls beschlagnahmt.
Ein paar kleinere Gemälde und Zeichnungen sollen durch Miguel Angel de Ycaza Gomez in Sicherheit gebracht worden sein. Die Werke wurden später in Ecuador wiedergefunden.
In Guayaquil unterrichtet er von 1941 bis vermutlich 1954 an der Kunstschule, der Escuela de Bellas Artes de Guayaquil. Hier gehörten u. a. Araceli Gilbert, Enrique Tábara und Theo Constante zu seinen Schülern. 1943 stellten Hans und Else Michaelson gemeinsam auf der 4. Ausstellung der Sociedad de artistas y escritores independientes aus. Eine weitere gemeinsame Ausstellung erfolgte 1952 im Casa de la Cultura - Nucleo del Guayas.
Am 14. Juli 1959 verstarb Hans Michaelson und wurde in Guayaquil beerdigt. Heute ist er Gegenstand der Erforschung der Verschollenen Generation.

## Ausstellungen
- 1912 & 1913 Ausstellung Juryfreie Kunstschau Berlin, Berlin.
- März 1914: Kunstsalon Paul Cassirer, Berlin.
- 1916 & 1917 mehrmalig auf Ausstellungen der Berliner Secession, Berlin.
- 1916 &1919 Ausstellung Juryfreie Kunstschau Berlin, Berlin.
- 1922–1930 nahezu jährlich in: Juryfreie Kunstschau Berlin, Berlin.[10]
- 1927 4. Ausstellung der Kunstsammlung von Moritz Stern; Gruppenausstellung Die Sieben im Kunstsalon Alfred Heller, Berlin.
- 1943 4. Ausstellung der Sociedad de artistas y escritores independientes; gemeinsam mit Else Michaelson
- 1952 in Casa de la Cultura - Nucleo del Guayas; gemeinsam mit Else Michaelson
- 2008: Hans Michaelson (1872–1954). Gemälde und Zeichnungen, Galerie Bayer und Kunsthandel Irene Lehr, Bietigheim-Bissingen und Berlin.
- 2010: Hans Michaelson redescubierto, MAAC, Guayaquil.[9] (Retrospektivausstellung mit 235 Werken.[8])

## Werke (Auswahl)
- Dorfstraße (Neue Nationalgalerie, Staatliche Museen zu Berlin Preußischer Kulturbesitz, Inv. Nr. A II 211), 1917, 66 × 70 cm, Leinwand auf Pappe.[12]
- Reitergesellschaft (Die Sammlungen – Oska-Kokoschka-Zentrum, Universität für angewandte Kunst, 4649/B), o. J., 74 × 73 cm, Leinwand.[12]

## Kataloge
- Hans Michaelson 1872–1954. Gemälde, Zeichnungen. Galerie Bayer, Bietigheim-Bissingen 2008, ISBN 978-3-930742-14-1 (Ausstellungskatalog).
- Hans Michaelson redescubierto. Museo Antropológico y de Arte Contemporáneo MAAC, Guayaquil 2010. (Ausstellungskatalog, Kurator: Juan Castro y Velázquez).